# Degradation Rules
Degradation Rules è un singolo del cantante britannico Ozzy Osbourne, pubblicato il 22 luglio 2022 come secondo estratto dal suo dodicesimo album in studio Patient Number 9. Il brano vede la collaborazione del chitarrista Tony Iommi, fondatore e membro storico dei Black Sabbath insieme a Ozzy.

## Descrizione
Si tratta della prima collaborazione, al di fuori dei Black Sabbath, tra Ozzy Osbourne e Tony Iommi, con il quale Osbourne non suonava dal tour di addio del gruppo, nel 2017, seguito all'uscita del loro ultimo album 13. I due sono tornati a esibirsi insieme dal vivo durante la cerimonia di chiusura dei Commonwealth Games a Birmingham, la loro città natale, l'8 agosto 2022.
Parlando della loro collaborazione, Ozzy ha dichiarato:
Il brano ha vinto il Grammy Award alla miglior interpretazione metal nel 2023.

## Tracce
Testi e musiche di Ozzy Osbourne, Andrew Watt, Robert Trujillo e Chad Smith.
1. Degradation Rules (feat. Tony Iommi) – 4:10

## Formazione
- Ozzy Osbourne – voce, armonica a bocca
- Andrew Watt – chitarra, cori
- Tony Iommi – chitarra
- Robert Trujillo – basso
- Chad Smith – batteria

## Classifiche
| Classifica (2022)                | Posizione massima |
| -------------------------------- | ----------------- |
| Stati Uniti (hard rock)          | 24                |
| Stati Uniti (rock & alternative) | 22                |